# Роствертол
«Роствертол» — російська авіабудівна компанія і однойменне авіабудівне підприємство, розташоване в Ростові-на-Дону. Протягом понад 60 років на заводі виробляється авіаційна техніка, зокрема понад 40 років — вертольоти марки Мі. У радянський період підприємство носило найменування «Завод № 168», пізніше — Ростовське Вертолітне виробниче об'єднання (РВПО). Випробування всіх повітряних суден, вироблених і ремонтованих на підприємстві, здійснюються на заводському аеродромі «Ростов-на-Дону (Північний)».

## Історія
Завод засновано 1 липня 1939 року. У 1944 році завод почав випуск літаків УТ-2М і По-2, які широко застосовувалися під час Другої світової війни. До кінця 1940-х вироблялися літальні апарати дерев'яної конструкції з поршневими двигунами.
У 1949 році підприємство приступило до серійного виробництва транспортно-військових планерів Як-14. місткістю 25 осіб. Це перша суцільнометалева машина, що випускалася підприємством. У 1954—1955 роках на заводі вироблявся турбореактивний літак-штурмовик Іл-40. Первістком серійного вертольотобудування став вертоліт Мі-1, створений конструкторським колективом під керівництвом Міля Михайла Леонтійовича. У 1956—1960 роках завод випустив 370 таких машин.
У 1959 році завод опанував випуск першої важкої транспортно-десантного вертольота Мі-6. На вертольоті Мі-6 виконувалися роботи зі спорудження мостів, монтажу обладнання заводів, транспортуванню та установки бурових вишок та інші будівельно-монтажні роботи. Вертоліт вироблявся серійно з 1959 р. понад 20 років.
У 1964 році завод опанував виробництво важкого вертольота Мі-10. Вертоліт був створений для перевезення великогабаритних вантажів вагою до 15 тонн на вантажній платформі. Виготовлявся серійно з 1964 року. На вертольоті Мі-10 встановлено декілька світових рекордів підняття вантажу.
У 1974 році на базі вертольота Мі-10 створений унікальний Літаючий кран Мі-10К, який дотепер успішно виконує народногосподарські завдання. З 1971 року завод серійно виробляє бойові вертольоти Мі-24, з 1977-го — транспортні вертольоти Мі-26.
По закінченні процесу приватизації 1 липня 1992 року Ростовський вертолітний виробничий комплекс отримав найменування Відкрите акціонерне товариство «Роствертол». З 1980 по 2000 рік завод очолював М. В. Нагібін, ім'ям якого названо колишній проспект Жовтня в Ростові-на-Дону.
У жовтні 2023 року ВАКС задовольнив конфіскацію майна підприємства, вартість його оцінювалося у майже $5,5 млн.

## Власники та керівництво
Основні акціонери «Роствертола» — холдинг «Вертольоти Росії» (75,06 % акцій), Росмайно (2,35 %), інші юридичні особи (16 %), фізичні особи (6,59 %).
Генеральный директор — Б. М. Слюсар.

## Діяльність

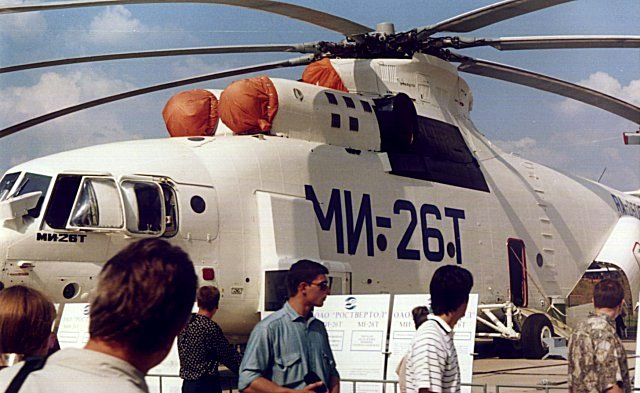
Вертоліт Мі-26Т

На цей момент, крім серійного виробництва транспортних вертольотів Мі-26Т і бойових вертольотів типу Мі-24 (Мі-35М) підприємство серійно випускає бойовий вертоліт Мі-28, модернізований вертоліт Мі-2А, йде підготовка до серійного випуску легкого навчально-тренувального вертольота Мі-60 МАІ. ВАТ «Роствертол» містить торгово-виставковий центр, загальною площею понад 15 000 м² та виставкової понад 8500 м². Щорічно тут проводяться виставки за участю зарубіжних і російських фірм.
У 2010 році «Роствертол» передав замовникам 23 вертольоти (у тому числі 12 Мі-28Н Міністерству оборони Росії, один М-26Т в Китай, 10 Мі-35: чотири — до М'янми, по три — в Індонезію і Бразилію), у 2009 році — 16 вертольотів.
Прибуток підприємства за 2010 рік склав 16 660 000 000 руб., чистий прибуток — 1,26 млрд руб.
Загалом на ВАТ «Роствертол» у 2012 році буде побудовано 52 вертольоти типів Мі-26, Мі-28Н і Мі-35 для всіх замовників.

## Санкції
У червні 2022 року, на тлі вторгнення Росії в Україну, завод «Роствертол» потрапив під американські санкції через використання вертольотів виробництва компанії під час вторгнення. 28 лютого компанія потрапила під санкції Японії. Також «Роствертол» занесено до санкційних списків України та Нової Зеландії.